# (3412) Kafka
(3412) Kafka ist ein Asteroid des inneren Hauptgürtels, der am 10. Januar 1983 von dem Geophysiker Randolph Kirk und von Donald Rudy am Palomar-Observatorium in Kalifornien entdeckt wurde. Er ist seit dem 13. Februar 1987 nach dem Schriftsteller Franz Kafka benannt.
Es gab zuvor bereits eine Reihe von Sichtungen des Asteroiden, etwa am 31. Dezember 1942 am Iso-Heikkilä-Observatorium der Universität Turku (1942 YB), am 26. März 1977 (1977 FF3), 8. August 1978 (1978 PA2) und 31. August 1978 (1978 QE1) am Krim-Observatorium in Nautschnyj.
In einer hierarchischen Clusteranalyse von Vincenzo Zappalà et al. 1995 landete (3412) Kafka in der Flora-Familie, einer großen Gruppe von Asteroiden, die nach (8) Flora benannt ist.